# Підкорювачі вершин
Підкорювачі вершин (англ. Deep Winter) — американський пригодницький фільм 2008 року.

## Сюжет
Двоє друзів, гірськолижник Тайлер Кроу і сноубордист Марк Райдер, намагаються вчинити найсміливіший гірський спуск коли-небудь знятий на плівку. Прибувши на Аляску, щоб підкорити одну з незвіданих вершин, вони хочуть бути першими. Але цей спуск може бути для них останнім, через сходження лавини. І для того щоб врятуватися, не можна озиратися назад.

## У ролях
| Актор             | Роль                      |
| ----------------- | ------------------------- |
| Ерік Лайвлі       | Тайлер Кроу               |
| Келлан Латс       | Марк Райдер               |
| Майкл Медсен      | Дін                       |
| Люк Госс          | Стівен Вікс               |
| Пейтон Лист       | Еліза Райдер              |
| Роберт Керрадайн  | тренер Данадо             |
| Шейн Андерсон     | Сі Джей                   |
| Бетті Остін       | мати                      |
| К. Данор Джеральд | Баззман                   |
| Даг Гіббонс       | батько                    |
| Джефф Джонсон     | тренер                    |
| Джош МакЛерран    | Хуберт Хаддад             |
| Майкл Пулт        | Фліп                      |
| Райан Темплмен    | французький сноубордист 2 |
| Коуді Веселіс     | молодий Марк              |